# Собор Різдва Пресвятої Богородиці (Вінниця)
Собор Різдва Пресвятої Богородиці — одна з найбільших церков Вінниці, належить УПЦ МП.

## Вступ
Хоча храм було збудовано на початку XX століття, але історія його простягається на декілька століть глибше.
Приблизно 400 років тому поряд з Вінницею з'явилось невеличке поселення під назвою П'ятничани Назва походить від першого його володаря пана Миська П'ятничанського.
За описом на 1552 р. у поселенні П'ятничани проживало усього 42 мешканці. У зв'язку з відсутністю власного храму, жителі поселення відвідували церкву Покрови Пресвятої Богородиці, що була у Вінницькому замку. У XVIII ст. жителями П'ятничан було розпочато будівництво власної церкви на честь Різдва пресвятої Богородиці.

## Перший храм
1 квітня 1732 р. священиком Красовським було звершено освячення храму на честь Різдва Пресвятої Богородиці. Храм було побудовано за древньою традицією подільського храмового зодчества.
З часом П'ятничани стають великим поселенням, у зв'язку з цим виникає потреба у збільшенні храму. У 1814 р. до храму було прибудовано ризницю та всередині було створено хори для півчих. У 1826 р. для храму було написано новий 4-ярусний іконостас, а у 1861 р. до храму було прибудовано притвор з 18-метровою дзвіницею. З часом довкола храму було збудовано приміщення для причту.
У 1865 р. при підтримці графів Грохольських при храмі було збудовано дерев'яну церковно-приходську школу, що своєю чергою, була одною з перших у місті. Цікавим є те, що храм на даний період часу нараховував 1610 прихожан, мав у своїх володіннях церковну садибу та наділи землі.

## П'ятничанське чудо
Однією з найдивовижніших подій у історії П'ятничан є чудо явлення Божої Матері у храмі Різдва Пресвятої Богородиці[джерело не вказане 4810 днів].
За усним переданням на одній зі стін храму було явлення Пресвятої Діви. Дізнавшись про чудо, жителі навколишніх поселень та міста Вінниці поспішали поклонитись святині та на власні очі пересвідчитись явленому чуду.

## Закриття першого храму та побудова нового
Йшли роки, храм старів та вже не мав змоги вмістити всіх вірян. У зв'язку з цим, на початку XX ст. було ухвалене рішення про побудову нового кам'яного храму. Під будівництво нового храму було обрано місце поблизу р. Південний Буг, поряд з переправою.
Старий храм проіснував до кінця 1920-х років. Церква, як пам'ятка архітектури, була вивчена Київським відділом охорони пам'яток старовини. Науковці зробили заміри храму та фотознімки. Для збереження храму, віруючі пропонували передати його с. Слобода-Шереметівська, але церква так і не була передана. За деяким даними храм згорів, також існує версія про те, що він був розібраний на будівельні матеріали.

## Новий храм
Досить точних даних стосовно процесу будівництва та освячення самого храму на жаль не відомо.
Відомим є лише те, що храм будувала бригада старообрядців, котрими керував німецький інженер.
Освячення храму було здійснено приблизно у 1913-1914 рр. Служіння у ньому розпочалось під час Першої світової війни.
До нового храму було перенесено іконостас та ікони зі старого. Одна з ікон збереглась і до наших часів — це список XVIII ст. древньої чудотворної ікони Божої Матері Барської.

## Закриття храму
У 1930-х роках настоятеля храму було заарештовано, а сільрада колгоспу П'ятничан таємно ухвалила рішення про закриття храму [джерело не вказане 4546 днів].
Увечері храм було оточено солдатами, активісти-комсомольці на чолі з головою сільради вскочили до храму, почали скидати ікони, руйнувати іконостас. Четверо людей намагалось скинути з центрального куполу хрест, але тільки зігнули його. З дзвіниці було скинуто дзвони.
Після цього у храмі було зроблено зерносховище. Були намагання зробити у вівтарній частині храму хлібний магазин, але місцеві жителі його не відвідували [джерело не вказане 4546 днів]. У 1940-х роках центральний купол було розібрано, а у самій будівлі храму було створено сільський клуб.

## Храм у роки Другої Світової війни
У період Німецько-радянської війни, у 1942 році, окупаційна німецька влада використовувала храм для збору молоді, котру спроваджували до Німеччини. Є згадки старожилів, що деякі люди знаходили порятунок тікаючи через підземний хід, котрий знаходився під храмом.

## Відродження храму
По закінченню війни на прохання жителів будівля храму була повернена віруючим. У цей час своє пастирське служіння звершував о. Мелетій, могила котрого знаходиться поряд з храмом.
Дещо пізніше у храмі несли своє служіння священики: о. Костянтин та о. Петро, а також диякон Михайло.
У 1962 р. було прийнято рішення про закриття у Вінниці кафедрального Спасо-Преображенського собору. У зв'язку з цим на декілька десятиліть кафедральним собором міста стає храм Різдва Пресвятої Богородиці. Сюди зі Спасо-Преображенського собору було перенесено церковну утвар, ікони та іконостас.
Як правлячі архієреї Вінницької єпархії тут здійснювали своє служіння архієпископ Аліпій (Хотовицький) та митрополит Агафангел (Саввін).
Завдяки старанням митрополита Агафангела у храмі було зроблено капітальний ремонт. Поряд з церквою було збудовано багатофункціональний приходський дім. У 1980-х роках церкву було розписано. Також у цей час у храмі було створено преділ на честь святого Іоанна Богослова, котрий проіснував тут до 1990-х років.
У цей час собор стає центром духовного життя міста. Тут проходив своє священицьке служіння митрополит Антоній (Фіалко). Свій вівтарний послух тут несли майбутні архієпископ Білоцерківський і Богуславський Митрофан та єпископ Уманський і Звенигородський Пантейлимон. Прихожанином храму був нині керуючий Вінницькою єпархією архієпископ Симеон (Шостацький).
Під керівництвом протоієрея Агафангела Давидовського при храмі діяв чудовий архієрейський хор, до складу котрого входили найкращі митці міста.

## Сьогодення
На початку 1990-х років XX-го ст. православним віруючим м. Вінниця було повернуто Спасо-Преобреженський храм, котрому було повернуто статус кафедрального собору міста.
На сьогодні храм Різдва Пресвятої Богородиці є одним з найбільших храмів м.Вінниця. Настоятелем храму є протоієрей Олексій Мельничук.
Храм є однією з прикрас міста та джерелом духовності вінничан.

## Цікаво
- У 1990 р. тут проводились зйомки фільму під назвою «Архієрей», або ж «Нині прославився син людський». Головну роль у фільмі зіграв Богдан Ступка, режисер Артур Войтецький